# Gammalsvensk dvärghöna
Gammalsvensk dvärghöna är en liten lantrashöna som bevaras i genbank av Svenska Lanthönsklubben.

## Utseende och beteende
Rasen är viltfärgad vilket innebär att hönorna är brunspräckliga och tupparna är klassiskt färgade i rött/orange och svart. Kycklingarna är bruna med svart band över ögonen. Vid ca 3-4 veckor framträder tuppfärgen på tuppkycklingarna och kycklingarna kan med lätthet sorteras.
Benen är grå och utan befjädring. Kam, slör och öronskivor är röda och normalformade. Det förekommer vita fläckar på öronskivorna hos vissa djur. Fågeln står relativt upprätt och särskilt hos vissa tuppar syns det nära släktskapet med vilda hönsfåglar tydligt på kroppsform, kroppshållning och befjädring.
Den gammalsvenska dvärghönan är en lättsam alert höna som är duktig födosökare och vaksam mot rovdjur. De är väl kamouflerade och kan vara svåra att se i undervegetationen. De flyger bra och relativt gärna. Vill man hålla dem inhägnade krävs tak. En ganska stor andel av hönsen är ruvvilliga och de är vanligtvis goda mödrar.
Äggen är vita till ljust beigea och väger mellan 20 och 35 gram. En höna lägger ungefär 120-180 ägg per år. Hönorna väger ca 0,5-0,8 kg. Tupparna är något större, upp till ca 1 kg.

## Historia
Sannolikt har liknande höns funnits i Sverige sen slutet av 1700-talet eller början av 1800-talet då Ostindiska kompaniet importerade bankivahöns till Norden. Den gammalsvenska dvärghönan anses vara en oförädlad rest från dessa höns. Så småningom har en utställningsvariant tagits fram med mer standardiserat utseende under namnet Svensk Dvärg. Det finns åtskilliga besättningar utanför genbanken så det totala antalet djur är okänt.